# 芒に月 (曲)
「芒に月」（すすきにつき 西題：La velada legendaria）は、日本のシンガーソングライター・椎名林檎による楽曲。カバー曲であり、原曲はスリーピースバンド・あっぱの「ジプシー」。2025年6月25日にEMI Recordsより発売された19枚目のシングルの表題曲として発表された。デジタル・ダウンロードは6月22日に先行で配信開始された。

## 背景
表題曲は椎名が敬愛するスリーピースバンド・あっぱの楽曲「ジプシー」のカバーとなっており、カバーにあたり椎名が歌詞及びタイトルを改めている。あっぱのメンバーであり、本楽曲の作曲者である伊澤一葉がピアノ演奏で参加している。
カップリング曲の「松に鶴」も同じくあっぱの楽曲「きもちよ」のカバーであり、カバーにあたり椎名が歌詞及びタイトルを改めている。こちらは、伊澤が編曲を手掛けている。
2024年に開催されたアリーナツアー「(生)林檎博'24－景気の回復－」で突如披露されファンを驚かせた。
2025年5月16日に本楽曲がシングルとしてリリースされること、NHK土曜ドラマ「ひとりでしにたい」の主題歌として使用されることが発表された。

## ミュージック・ビデオ
ミュージック・ビデオの監督は児玉裕一が務めた。
主演はAYA SATO。彼女が率いる14人のパフォーマンス集団が、この世知辛き浮き世を生き抜くうえでの人類の葛藤を表現した内容となっている。

## 収録曲
| 全作詞: 椎名林檎、全作曲: 伊澤一葉。 |            |           |            |          |      |
| #                                    | タイトル   | 作詞      | 作曲・編曲 | 編曲     | 時間 |
| 1.                                   | 「芒に月」 | 椎名林檎  | 伊澤一葉   | 村田陽一 | 6:18 |
| 2.                                   | 「松に鶴」 | 椎名林檎  | 伊澤一葉   | 伊澤一葉 | 3:29 |
| 合計時間:                            | 合計時間:  | 合計時間: | 9:47       |          |      |

## 演奏
芒に月
- drums：石若駿
- bass：鳥越啓介
- guitar：名越由貴夫
- piano：伊澤一葉
- trumpet：西村浩二、佐藤友紀、山川永太郎
- trombone：村田陽一、東條あづさ
- bass trombone：朝里勝久
- alto sax：竹野昌邦
- tenor sax：小池 修
- baritone sax：山本拓夫
- concertmaster：グレート栄田
- 1st violin：矢野晴子、入江茜、桐山なぎさ、金子由衣
- 2nd violin：桑田穣、丸山明子、桑野聖、三宅政弘、坂田佳奈子
- viola：山田雄司、高嶋麻由
- cello：笠原あやの、向井航
- harp：朝川朋之
- timpani, tubular bells, glockenspiels：高田みどり
- tap dance：熊谷和徳

松に鶴
- drums, sleigh bells, glockenspiels：石若駿
- bass：鳥越啓介
- piano, tambourine：林正樹
- whistle：椎名林檎

## 発売日一覧
| 国   | 発売日        | 形式                   | 発売元                   | 規格品番   |
| ---- | ------------- | ---------------------- | ------------------------ | ---------- |
| 日本 | 2025年6月22日 | デジタル・ダウンロード | ユニバーサルミュージック |            |
| 日本 | 2025年6月25日 | シングル               | ユニバーサルミュージック | UPCH-89233 |

## タイアップ
- 芒に月 NHK土曜ドラマ『ひとりでしにたい』主題歌